# Kassian Haid
Kassian Haid OCist (* 26. November 1879 in Oetz, Tirol als Josef Haid; † 22. September 1949 in Mehrerau) war ein österreichischer Ordenspriester und der 75. Generalabt des Zisterzienserordens.

## Leben
Als Josef Haid geboren, trat er 1897 in das Zisterzienserkloster Mehrerau als Novize ein, wo er den Ordensnamen Kassian annahm. Am 24. Mai 1903 empfing er die Priesterweihe. Daraufhin promovierte er in Innsbruck mit einer Arbeit über die Wahl der Brixener Bischöfe im Mittelalter zum Dr. theol. 1908/1909 arbeitete er als wissenschaftlicher Assistent des Papsthistorikers Ludwig von Pastor am Österreichischen Historischen Institut in Rom. Seine wissenschaftliche Tätigkeit übte er zwar zeitlebens aus, dennoch musste die Forschung hinter den klösterlichen Pflichten zurücktreten.
Kassian Haid war von 1909 bis 1919 Direktor des Collegium Bernardi. Am 16. August 1917 wählten ihn die Mitbrüder zum Abt, am 29. Dezember desselben Jahres wurde diese Wahl bestätigt und schon drei Jahre später, als das Generalkapitel in der Mehrerau tagte, wurde Haid zum Generalabt gewählt. Dieses Amt übte er 1920 bis 1927 aus, blieb jedoch Abt der Mehrerau; er war von der inzwischen üblichen Residenzpflicht des Generalabtes in Rom dispensiert.
1923 errichtete er das Mehrerauer Sanatorium Salus infirmorum in einem Neubau von Clemens Holzmeister. Er diente als Schriftleiter der Cistercienser Chronik. Als Österreich im Jahr 1938 dem Deutschen Reich angeschlossen wurde, floh er in die Schweiz; sein Kloster wurde 1941 aufgehoben. Haid erlebte noch die Wiederbelebung der Mehrerau.
Haid stand in Kontakt mit einflussreichen Persönlichkeiten in Kirche und Staat. Er war in besonderer Weise mit Bischof Ludwig Maria Hugo von Mainz befreundet. Hugo verbrachte in den Jahren 1927–1932 ein bis zwei Wochen in der Abtei Mehrerau. Bundeskanzler Engelbert Dollfuß besuchte die Abtei im Juni 1934. Nuntius Erzbischof Eugenio Pacelli, der spätere Papst Pius XII., war öfters in der Mehrerau und sprach einmal von Haid in einer Audienz mit anderen Äbten: Er [Haid] war mir ein lieber Freund. Ich habe lange um ihn getrauert.